# 高岡大輔 (政治家)
高岡 大輔（たかおか だいすけ、1901年9月15日 - 1992年7月10日）は、昭和期の実業家、政治家。衆議院議員。

## 経歴
新潟県中蒲原郡十全村（村松町を経て現五泉市）で、高岡忠興の二男として生まれる。1923年（大正12年）東京外国語学校印度語部拓殖科を卒業した。
新潟新聞社員、大倉土木（現大成建設）社員を務めた。1926年（大正15年）日印協会勤務となる。参謀本部嘱託、台湾総督府総務長官政治顧問などを務めた。
1936年（昭和11年）2月、第19回衆議院議員総選挙に新潟県第2区から国民同盟公認で出馬して初当選。第20回総選挙でも再選され、1942年（昭和17年）4月、第21回総選挙に翼賛政治体制協議会の推薦を受け出馬して当選した。この間、大東亜省委員、翼政会政調外務委員などを務めた。戦後に公職追放となった。
追放解除後、1952年（昭和27年）10月、第25回総選挙に新潟県第2区から改進党公認で出馬して再選。第26回総選挙では次点で落選。1955年（昭和30年）2月の第27回総選挙で再選され、衆議院議員に通算5期在任した。この間、衆議院海外同胞引揚及び遺家族援護に関する調査特別委員長、日本民主党全国委員会副委員長などを務めた。その後、第28回、第29回、第31回総選挙に立候補したがいずれも落選した。
その他、新津食品工場取締役社長、日印協会理事、全国山林会顧問、全国治山治水協会理事などを務めた。

## 著作
- 『印度の真相』高岡大輔、1933年。
- 『素っ裸のガンヂー』我観社、1934年。
- 『農村繁栄の鍵』起久屋書店、1935年。
- 『見たまゝの南方亜細亜』日印協会、1939年。
- 『印度案内』日印協会、1940年。
- 『英国の印度侵略を歴史的事実に見る』東南亜細亜民族解放同盟、1941年。
- 『印度の全貌』岡倉書房、1941年。
- 『沖縄問題の焦点』南方同胞援護会、1957年。

訳書
- エ・エム・サハイ著『英帝国敗るゝの日』象山閣、1940年。

## 親族
- 兄 高岡忠弘（衆議院議員、村松町長）[2][4]